# Jupunba
Genre
Classification phylogénétique
Synonymes
Klugiodendron Britton & Killip

Jupunba est un genre de plantes à fleurs de la famille des Fabaceae. Les espèces sont originaires d'une région allant du sud du Mexique jusqu'en Amérique tropicale.

## Taxonomie
Le taxon a été créé en 1928 par Nelson et rose. Barneby et Grimes l'ont synonymisé dans le genre Abarema en 1996. Puis, il a été ré-utilisé et redéfini par Soares et collaborateurs en 2021 pour des raisons de polyphylie dans le genre Abarema.

## Liste des espèces
Jupunba compte 37 noms d'espèces acceptées:
- Jupunba abbottii (Rose & Leonard) Britton & Rose
- Jupunba adenophora (Ducke) M.V.B.Soares, M.P.Morim & Iganci
- Jupunba alexandri (Urb.) Britton & Rose
- Jupunba asplenifolia (Griseb.) Britton & Rose
- Jupunba auriculata (Benth.) M.V.B.Soares, M.P.Morim & Iganci
- Jupunba barbouriana (Standl.) M.V.B.Soares, M.P.Morim & Iganci
- Jupunba barnebyana (Iganci & M.P.Lima) M.V.B.Soares, M.P.Morim & Iganci
- Jupunba brachystachya (DC.) M.V.B.Soares, M.P.Morim & Iganci
- Jupunba campestris (Spruce ex Benth.) M.V.B.Soares, M.P.Morim & Iganci
- Jupunba cochleata (Willd.) M.V.B.Soares, M.P.Morim & Iganci
- Jupunba commutata (Barneby & J.W.Grimes) M.V.B.Soares, M.P.Morim & Iganci
- Jupunba curvicarpa (H.S.Irwin) M.V.B.Soares, M.P.Morim & Iganci
- Jupunba ferruginea (Benth.) M.V.B.Soares, M.P.Morim & Iganci
- Jupunba filamentosa (Benth.) M.V.B.Soares, M.P.Morim & Iganci
- Jupunba floribunda (Spruce ex Benth.) M.V.B.Soares, M.P.Morim & Iganci
- Jupunba gallorum (Barneby & J.W.Grimes) M.V.B.Soares, M.P.Morim & Iganci
- Jupunba ganymedea (Barneby & J.W.Grimes) M.V.B.Soares, M.P.Morim & Iganci
- Jupunba glauca (Urb.) Britton & Rose
- Jupunba idiopoda (S.F.Blake) M.V.B.Soares, M.P.Morim & Iganci
- Jupunba laeta (Benth.) M.V.B.Soares, M.P.Morim & Iganci
- Jupunba langsdorffii (Benth.) M.V.B.Soares, M.P.Morim & Iganci
- Jupunba leucophylla (Spruce ex Benth.) M.V.B.Soares, M.P.Morim & Iganci
- Jupunba longipedunculata (H.S.Irwin) M.V.B.Soares, M.P.Morim & Iganci
- Jupunba macradenia (Pittier) M.V.B.Soares, M.P.Morim & Iganci
- Jupunba mataybifolia (Sandwith) M.V.B.Soares, M.P.Morim & Iganci
- Jupunba microcalyx (Spruce ex Benth.) M.V.B.Soares, M.P.Morim & Iganci
- Jupunba nipensis (Britton) Britton & Rose
- Jupunba obovalis (A.Rich.) Britton & Rose
- Jupunba oppositifolia (Urb.) Britton & Rose
- Jupunba oxyphyllidia (Barneby & J.W.Grimes) M.V.B.Soares, M.P.Morim & Iganci
- Jupunba piresii (Barneby & J.W.Grimes) M.V.B.Soares, M.P.Morim & Iganci
- Jupunba rhombea (Benth.) M.V.B.Soares, M.P.Morim & Iganci
- Jupunba trapezifolia (Vahl) Moldenke
- Jupunba turbinata (Benth.) M.V.B.Soares, M.P.Morim & Iganci
- Jupunba villifera (Ducke) M.V.B.Soares, M.P.Morim & Iganci
- Jupunba villosa (Iganci & M.P.Lima) M.V.B.Soares, M.P.Morim & Iganci
- Jupunba zolleriana (Standl. & Steyerm.) M.V.B.Soares, M.P.Morim & Iganci

## Publications originales
1. ↑  (en) Britton N.L. & Rose J.N., 1928. North American Flora 23: 24.
2. ↑  (en) Barneby RC et Grimes JW, « Silk tree, guanacaste, monkey’s earring. A generic system for the synandrous Mimosaceae of the Americas. Part I. Abarema, Albizia and allies. », Memoirs of the New York Botanical Garden, vol. 74, no 1,‎ 1996, p. 1
3. ↑  (en) Soares M.V.B., Guerra E., Morim M.P. et Iganci J.R.V., « Reinstatement and recircumscription of Jupunba and Punjuba (Fabaceae) based on phylogenetic evidence. », Botanical Journal of the Linnean Society, vol. 196, no 4,‎ 2021, p. 456–479 (DOI 10.1093/botlinnean/boab007)